# Tomasz Kłoczko
Tomasz Kłoczko (ur. 24 września 1971 w Kętrzynie) – polski kolarz szosowy, reprezentant Polski. Medalista mistrzostw Polski.

## Kariera sportowa
Startował m.in. w zespołach Weltour Sosnowiec (1993), Zibi Casio Częstochowa (1994), Weltour Radio Katowice (1995), DEK Meble Joko Romar (1995), Weltour Lędziny (1996), Weltour Browary Tyskie (1997), Weltour Policyjny Klub Sportowy (1998–1999).  W zespołach zawodowych startował od 2000, kolejno w Mat-Ceresit-CCC, CCC-Mat, CCC-Polsat (2000–2002), Weltour – Radio Katowice – Ambra (2003), Dominscout – Śniezka – Lody (2004), Amore & Vita (2005). Karierę zakończył w 2006 w zespole Weltour Łazy.
Był zwycięzcą wyścigów Dookoła Mazowsza (1998), Szlakiem Walk Majora Hubala (2001), Dookoła Bułgarii (2004). W 1998 i 2000 zdobył górskie mistrzostwo Polski, w 1995 brązowy medal górskich mistrzostw Polski, a w 1996 brązowy medal mistrzostw Polski w szosowym wyścigu ze startu wspólnego.
Reprezentował Polskę w mistrzostwach świata amatorów w 1995, zajmując 105. miejsce w wyścigu szosowym ze startu wspólnego. W 2001 wystąpił w Wyścigu Pokoju, zajmując 51. miejsce.